# 젠훙린
젠훙린(중국어 정체자: 簡宏霖, 간체자: 简宏霖, 병음: Jiǎn Hónglín, 한자음: 간굉림, 영어: Jolin Chien, 1986년 4월 4일 ~ )은 중화민국의 배우, 가수이다. 옌밍하오(중국어: 言明澔, 병음: Jiǎn Hónglín, 한자음: 언명호)라는 예명으로도 알려져 있다. 타오위안시에서 태어났다.

## 방송
- 박통박통아애니
- 아적극품남우
- 막비, 저취시애정
- 희환일개인
- 애적생존지도